# Micron Technology
Micron Technology (Micron) NYSE: MU es una empresa multinacional con sede en Boise, Idaho, Estados Unidos, que produce muchas formas de semiconductores. Esto incluye DRAM, SDRAM, memoria flash, y SSD. Sus productos de consumo se comercializan bajo la marca Crucial Technology. Micron e Intel crearon juntos IM Flash Technologies, que fabrica memoria flash NAND. Micron fue nombrado uno de los 100 principales innovadores mundiales por Thomson Reuters en 2012 y 2013. Micron Technology también se encuentra entre las 5 mayores empresas productoras de semiconductores en el mundo. Desde enero de 2015, su capitalización de mercado era de 32 millardos de dólares

## Historia

### 1978-1998
Micron fue fundada en Boise, Idaho, en 1978 por Ward Parkinson, Joe Parkinson, Dennis Wilson, y Doug Pitman. La financiación inicial fue aportada por Tom Nicholson, Allen Nobles, Rudolph Nelson, y Ron Yanke (todos ellos hombres de negocios de Idaho). Posteriormente participa en el capital el multimillonario local J. R. Simplot, que hizo su fortuna con el negocio de la papa. En 1981, su primera fábrica de obleas de silicio ("Fab 1") es terminada y Micron fabrica chips DRAM de 64K. Una segunda "fab" se añade en 1984 para fabricar chips DRAM de 256K.
Centrándose en ser un productor barato, Micron sobrevive a sucesivos colapsos del mercado de la DRAM, que causan que muchos competidores dejen la industria. Particularmente duro fue el de 1985, cuando las acusaciones de dumping (vender a menor coste que el de adquisición / fabricación) en las importaciones Japonesas alimentaron un colapso de precios que sacó de este mercado a Intel, inventor de la tecnología DRAM. Micron sobrevive y en algún momento adquiere los negocios de memoria de sus rivales Texas Instruments en 1998 y Toshiba en 2001. Esas compras dan a Micron una presencia internacional con plantas de producción en Italia, Singapur, y Japón. Hoy en día Micron es el único fabricante de DRAM en los Estados Unidos y sus principales competidores son Infineon Technologies, Samsung y Hynix.
En 1994, el fundador Joe Parkinson se retira como CEO y Steve Appleton asumió el cargo de presidente, y director ejecutivo.
A principios de los 90 la compañía crea Micron Computers para fabricar PC. La subsidiaria se estableció en Nampa, Idaho, y vendió ordenadores bajo las marcas Micron, y posteriormente, MicronPC y MicronPC.com. ZEOS International, Micron Computer, y Micron Custom Manufacturing Services (MCMS) se fusionaron en 1996 para convertirse en Micron Electronics.
En 1997 Micron Technology adquirió NetFrame Systems Incorporated. Con esta adquisición intentaron entrar en la industria de los servidores de gama media.
En 1998 Micron Technology compró Rendition, un fabricante de chips para gráficos 3D.

### 1999–presente
El control del negocio de Internet de la compañía, "Micron Internet Services" fue transferido a Micron Electronics en 1999. Micron Electronics adquirió entonces un nuevo objetivo : unir ordenadores y servicios de Internet. El polémico CEO de MEI Joel Koecher compró el ISP HostPro (Web.com), combinándolo con la compañía.
En 2001, la fabricación de ordenadores y los negocios de Internet se dividieron. Los activos de Internet se fusionaron con Interland inc., que cambió su nombre por web.com, y todos los lazos con Micron Technology se cortaron. La fabricación de ordenadores se vendió a Gores Technology Group, que cambió más adelante la marca de sus productos a "MPC."
En 2002, basándose en la Ley Sherman Antitrust, el Departamento de Justicia de los Estados Unidos comenzó una investigación mundial sobre una conspiración para fijar el precio de la DRAM de 1999 a 2002. Los fabricantes de computadoras de Estados Unidos, como Dell y Gateway Inc, afirmaron que los precios inflados de la DRAM estaba causando pérdida de beneficios y dificultando su efectividad en el mercado. Como resultado, Samsung fue multada con 300 millones de dólares, Hynix con $185 millones en 2005, Infineon con $160 millones en 2004. Micron Technology cooperó con los investigadores y no espera multa alguna.
En 2005, Micron e Intel anunciaron su acuerdo para formar una nueva compañía, IM Flash Technologies en Lehi, Utah. La joint-venture fabricaría NAND Flash para ambas compañías.
En junio de 2007, Steve Appleton ascendió a Presidente al Jefe de operaciones Mark Durcan.
En marzo de 2008, Micron lanzó Aptina Imaging, un spin-off de su división de sensores de imagen CMOS (actualmente parte de ON Semiconductor). Aptina Imaging fue parcialmente vendida a un grupo que incluye TPG y Riverwood Capital, y se convirtió en una compañía independiente, de propiedad privada en julio de 2009. Micron sigue siendo un dueño parcial en la empresa.
El 9 de octubre de 2008, Micron anunció una reestructuración de sus operaciones de memoria, con planes para reducir su fuerza de trabajo global en aproximadamente un 15 por ciento. La mayoría de los despidos fueron en su sede central de Boise, debido a la eliminación de un contrato de suministro de memoria NAND. El 12 de octubre, la compañía anunció la compra de Qimonda a Inotera technologies por un valor de 400 millones de dólares.
El 23 de febrero de 2009, Micron anunció que iba a eliminar gradualmente las operaciones de producción de obleas de 200mm en su planta de Boise, lo que resulta en la pérdida de otros 2.000 puestos de trabajo. En mayo de 2009, la compañía adquirió la empresa Displaytech, fabricante de microdisplay FLCOS.
El 10 de febrero de 2010, Micron acordó comprar el fabricante de chips flash Numonyx por alrededor de 1270 millones de dólares. Micron emitirá 140 millones de acciones a los inversores en Numonyx: Intel Corporation, STMicroelectronics y Francisco Partners.
En abril de 2011, Micron e Intel crearon una segunda planta de Flash NAND en joint-venture, IM Flash Singapore, en Singapur.
El 3 de febrero de 2012, el CEO, Steve Appleton, murió en un accidente de avión, un pequeño Lancair, en Boise, Idaho. El presidente de Micron en el momento, Mark Durcan, reemplazó al poco a Appleton como CEO a partir de entonces.
El 23 de febrero de 2012, Micron Technology se convertirá en el mayor accionista de Inotera Memories, un importante fabricante de DRAM en Taiwán, después de suscribir totalmente 763 millones de acciones emitidas por Inotera para un incremento de capital de 5000 millones de NT$ a través de colocación privada.
El 28 de febrero de 2012, Micron e Intel anunciaron que iban a ampliar su joint venture de memoria flash NAND, para aumentar la flexibilidad y la eficiencia de la empresa conjunta. Intel podría vender su participación en IM Flash Singapore a Micron, junto con su parte de los activos de IM Flash Technologies en la planta de Micron en Manassas, Virginia. Como resultado, IM Flash Singapore se convirtió en propiedad absoluta de Micron y se convirtió en su cuarta planta en Singapur.
El 2 de julio de 2012, Micron anunció que iba a comprar, por 2,5 millardos de dólares, la quebrada Elpida Memory, así como un 24% de participación adicional (además del 65% adquirido a través de Elpida) en Rexchip Electronics de Powerchip. Se informó que estas acciones llevaron a duplicar la cuota del mercado de memoria de Micron al 24%. Kipp Bedard de Micron ha dicho que este movimiento deja sólo su compañía y dos empresas surcoreanas como productores de DRAM serias y sin alimentación adicional que entra en el mercado existen no sería más un exceso de oferta, mientras que el crecimiento en el móvil, redes y servidores podría impulsar el mercado en el futuro.
En diciembre de 2012, la compañía confirmó los informes que tiene previsto cerrar su planta en Kiryat Gat, Israel, que emplea a 1300 trabajadores. En 2015 el laboratorio de la compañía sigue trabajando en Kiryat Gat.
En agosto de 2013, Micron hizo público que tomaría medidas para recortar el 5% de su fuerza de trabajo en todo el mundo en agosto de 2014, viéndose afectados alrededor de 1.500 empleados.
El 7 de enero de 2014, Micron anunció "los ingresos en el primer trimestre del año fiscal 2014 fueron de 4040 millones de dólares y eran 42 por ciento más alto en comparación con el cuarto trimestre del año fiscal 2013 y 120 por ciento más alto en comparación con el primer trimestre del año fiscal 2013".
El 20 de enero de 2014 (menos de 4 años después de la adquisición de Numonyx, 1000 empleados en Italia), Micron anunció el despido del 40% de su fuerza laboral italiana (419 empleados, casi un tercio del recorte mundial anunciado).
En abril de 2014, la Hybrid Memory Cube de Micron fue nombrado Producto de Memoria del Año EE Times y EDN.

## Productos
Micron fabrica componentes y módulos de memoria DRAM, incluyendo SDRAM, DDR SDRAM, DDR2 SDRAM ( los modelos "D9GKX", "D9GMH" y "D9GCT" son considerados de alta calidad por los entusiastas del ordenador), DDR3 SDRAM, DDR4 SDRAM, LPDRAM, RLDRAM, PSRAM, paquetes multi-chip. También fabrica memoria flash NAND, Managed NAND y NOR, y discos SSD.
A finales de 2009, la compañía fue la primera en anunciar una unidad de estado sólido (SSD) con una interfaz SATA a 6 Gbit/s.